# Асанин, Идрис Асанович
Идри́с Аса́нович Аса́нин (крымскотат. İdris Asan oğlu Asanin; 12 октября 1927, Нижняя Фоти-Сала, Куйбышевский район — 6 августа 2007, Бахчисарай, АР Крым) — крымскотатарский поэт. Член Национального союза писателей Украины (1997). Провёл шесть лет в лагерях.

## Биография
Родился 12 октября 1927 года в деревне Нижняя Фоти-Сала. Отец — Асан Челеби. После депортации крымских татар в 1944 году c семьёй проживал в Самаркандской области. В депортации скончались родители Идриса. Единственным близким родственником осталась его младшая сестра.
Окончив школу, поступил на исторический факультет Самаркандского педагогического института. В 1950 году на третьем курсе института его арестовывают за собственные произведения о положении крымских татар и организацию группы по возвращения крымских татар на родину. Асанин был приговорён к 25 годам заключения. С началом хрущёвской оттепели его приговор сокращают до 10 лет и в 1956 году он выходит на свободу.
В 1962 году оканчивает пединститут, а в 1971 году — заочно Ташкентский политехнический институт, получив специальность «инженера-строитель». Работал начальником строительного участка, начальником производственно-технического управления. Главный инженер треста «Самаркандхимстрой». Работал на стройках крупных промышленных объектов Узбекистана.
Участник крымскотатарского национального движения. Принимал участие в деятельности Организации крымскотатарского национального движения (ОКНД). В 1989 году возвращается в Крым. С 1997 года — член Национального союза писателей Украины. Руководил обществом «Азизлер» («Святыни»), которое занималось памятниками культуры крымских татар.
Впервые книга его стихов «Бир авучь топракъ» была издана в 1997 году. Издал три тома книги «Адалет куреши сафларында» («В рядах борьбы за справедливость»). Победитель конкурса журнала «Йылдыз», написав поэму про Бекира Чобан-заде. Лауреат премии Ассоциации национальных обществ и общин народов Крыма, Крымского республиканского Фонда культуры (2000).
Скончался 6 августа 2007 года в Бахчисарае. Похоронен в Бахчисарае.

## Память
Именем Идриса Асанина названа улица в селе Пионерское.
В 2009 году супруга Асанина передала его архив из более чем 200 документов в библиотеку им. Исмаила Гаспринского.
В 2015 году в библиотеке им. Гаспринского состоялся вечер памяти Асанина.

## Награды
- Орден «За заслуги» ІІІ степени (26 ноября 2005) — «За весомый личный вклад в национальное и государственное возрождение Украины, самоотверженность в борьбе за утверждение идеалов свободы и независимости, активную общественную деятельность»[9].
- Знак «За заслуги перед крымскотатарским народом» (2017)[10].

## Семья
Супруга — Лемара Сейфуллаева.

## Работы
- Адалет куреши сафларында : (Хатире китабы). I-II-III китаплар.- Симферополь : Къырымдевокъувпеднешир, 2002—2006 гг.
- Бир авуч топракъ : сюрьгюнлик зулмыны енъип чыкъкъан къалемнинъ иджадий махсулы — Акъмесджит : Къырымдевокъувпеднешир, 1997. — 335 б.
- Къырым — бизим Ватанымыз…; Ватан : шиирлер // Татар ичюн : сб. материалов по истории и культуре крымских татар. — Евпатория : Джемаат, 2002. — С. 10-11.
- Послевоенное заселение Крыма (1945—1987 гг.) // Крымскотатарское национальное и правозащитное движение: истоки, эволюция (Материалы Междунар. науч.- практич. конф.- Симферополь : Доля , 2004. — С. 32-43.